# Aston Martin DB12
Aston Martin DB12 är en sportbil som den brittiska biltillverkaren Aston Martin introducerade i maj 2023.

## DB12
DB12:n är en vidareutveckling av företrädaren DB11. V8-motorn kommer från Mercedes-AMG och priserna i Storbritannien börjar på 2 400 000 SEK.

## Motor
| Modell | Motor              | Cylindervolym | Effekt                | Vridmoment            | Bränslesystem              |
| ------ | ------------------ | ------------- | --------------------- | --------------------- | -------------------------- |
| DB12   | 8-cyl V-motor DOHC | 3982 cm³      | 680 hk vid 6000 v/min | 800 Nm vid 2750 v/min | Direktinsprutning, biturbo |